# رابین فن پرسی
روبین فن پرسی (هلندی: Robin Van Persie؛ زادهٔ ۶ اوت ۱۹۸۳) بازیکن پیشین و سرمربی کنونی فوتبال اهل هلند است. وی هم اکنون هدایت باشگاه فوتبال فاینورد را برعهده دارد.
او از محصولات تیم جوانان فاینورد است. او در سال ۲۰۰۴ به آرسنال پیوست و در اوت ۲۰۱۱ کاپیتان این تیم شد. وی یک سال بعد به منچستر یونایتد پیوست. فن پرسی از بهترین بازیکنان جهان در نسل خود بود و سبک بازی او با مارکو فان باستن اسطوره هلندی، مقایسه می‌شود. فن پرسی با ۵۰ گل زده در ۱۰۲ بازی رکورددار گلزنی برای تیم ملی هلند است. او در سال ۲۰۱۸ به تیم فاینورد هلند ملحق شد و در پایان فصل ۲۰۱۹-۲۰۱۸ از دنیای فوتبال خداحافظی کرد.

## دوران فعالیت

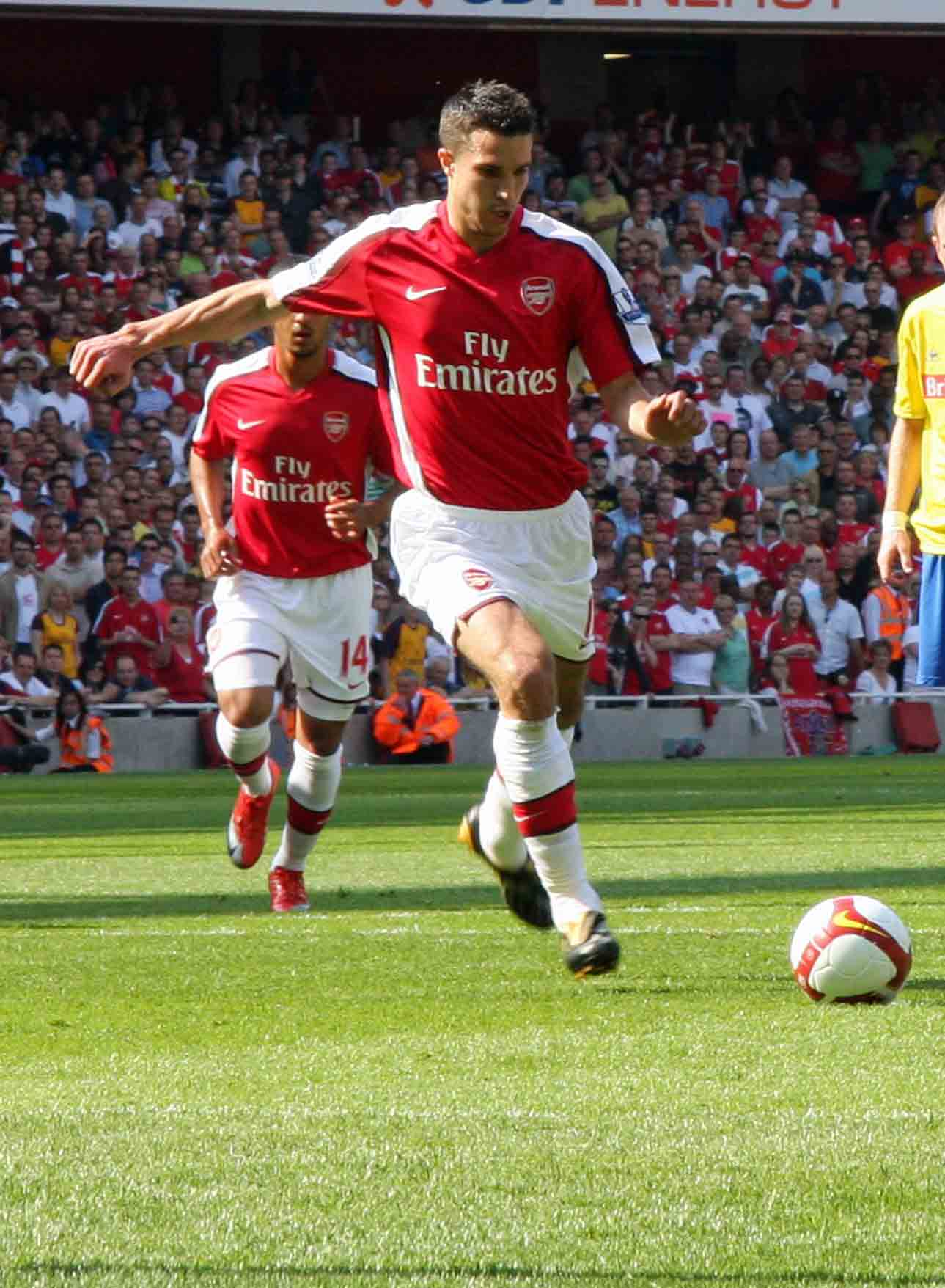
روبین فن پرسی در آرسنال (۲۰۰۹)

فن پرسی فوتبال حرفه‌ای را در باشگاه «فاینورد» هلند آغاز کرد. او در آن باشگاه در جناحین زمین بازی می‌کرد و بسیار موفق ظاهر می‌شد. رابین فن پرسی با وجود استعداد زیادی که از خود نشان می‌داد رابطه خوبی با «برت ون مارویک» مربی «فاینورد» نداشت. «مارویک» مربی خیلی سخت‌گیری بود و حتی یک‌بار درست قبل از بازی تیمش برابر رئال مادرید در بازی‌های جام اروپا، فن پرسی را به خانه فرستاد. همین رابطه تیره نشان می‌داد پس از پایان قرارداد با باشگاه فاینورد امیدی به تمدید آن نیست.

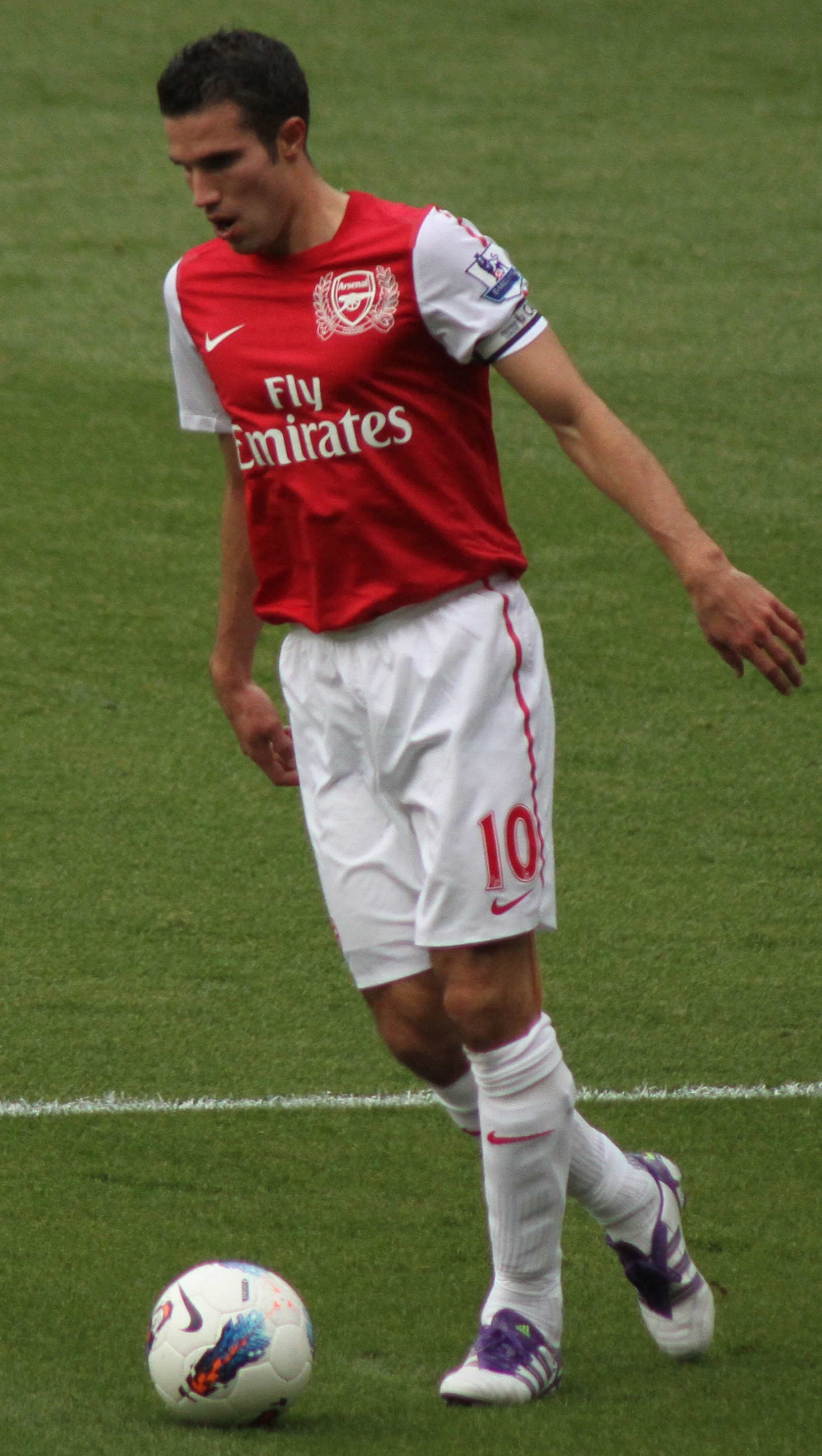
روبین فن پرسی در آرسنال با بازوبند کاپیتانی این تیم (۲۰۱۱)

در همان زمان بود که آرسن ونگر متوجه فن پرسی شد. البته باشگاه‌های «آیندهوون»، «وردربرمن» و «سویا» هم به انتقال و خرید او علاقه زیادی نشان دادند ولی آرسنال باشگاه‌های دیگر را کنار زد و با مبلغ سه میلیون پوند با او قرارداد بست. پس از ورود «فن پرسی» به آرسنال او مهاجم باشگاه شد و خیلی خوب استعداد خود را به همگان نشان داد.
تا وقتی تیری آنری در آرسنال بود، فن پرسی اغلب روی نیمکت ذخیره می‌نشست ولی پس از جدایی آنری از آرسنال در فصل بازی‌های ۲۰۰۸–۲۰۰۷ فن پرسی مهاجم اول تیم شد و گل‌های به یادماندنی را به ثمر رساند.
در بازی‌های مقدماتی ۲۰۰۸ اروپا فن پرسی تأثیر خوبی در بازی‌های مقابل لوگزامبورگ و بلاروس داشت و با دو گل خود سبب شد تیم ملی هلند سه بر هیچ بازی را ببرد. او این روند را در بازی‌های بعدی هم ادامه داد و گل‌های بیشتری به ثمر رساند. او علی‌رغم اینکه در بازی‌های آغازین به عنوان بال کناری بازی می‌کرد توانست به هشتمین گل‌زن تاریخ آرسنال تبدیل شود.

### منچستر یونایتد

#### ۱۳–۲۰۱۲
۱۵ اوت ۲۰۱۲، باشگاه آرسنال اعلام کرد که بر سر انتقال فن پرسی با منچستر یونایتد به توافق رسیده و فقط توافقات شخصی فن پرسی و منچستر یونایتد باقی‌مانده‌است. در ۱۷ اوت ۲۰۱۲، وی با مبلغ ۲۲٫۵ میلیون پوند به علاوه ۱٫۵ میلیون پوند که در صورت قهرمانی منچستر یونایتد در لیگ برتر یا لیگ قهرمانان اروپا در چهار سال آینده به آرسنال پرداخت خواهد شد، رسماً به منچستر یونایتد پیوست. او با منچستر یونایتد قرارداد ۴ ساله (تا ژوئن ۲۰۱۶) امضاء کرد.
او اولین بار در دقیقه ۶۸ بازی با اورتون به عنوان یار تعویضی به جای دنی ولبک به میدان آمد که یونایتد آن بازی را در نهایت ۱ بر صفر باخت. پنج روز بعد، در بازی با فولهام، با اولین شوتش برای باشگاه، اولین گلش برای این تیم را به ثمر رساند. در آن بازی با منچستر یونایتد ۳–۲ برد. در ۲ سپتامبر ۲۰۱۲، او اولین هتریکش را برای یونایتد در مقابل ساوت‌همپتون انجام داد که آن بازی هم ۳–۲ به سود منچستر به پایان رسید.
در ۲۲ آوریل ۲۰۱۳، فن پرسی مقابل تیم استون ویلا هت‌تریک کرد و سبب شد تا تیمش با برد ۳–۰ مقابل این تیم، به بیستمین قهرمانی در لیگ برتر جزیره دست پیدا کند.
در پایان فصل، طرفداران تیم منچستر یونایتد، فن پرسی را به عنوان بهترین بازیکن فصل انتخاب کردند و جایزه سر مت بازبی در فصل ۱۳–۲۰۱۲ به او رسید.

#### ۱۴–۲۰۱۳
فن پرسی در شروع این فصل، در بازی جام خیریه با ویگان، دو گل به ثمر رساند و یونایتد با پیروزی ۲ بر صفر قهرمان جام خیریه ۲۰۱۳ شد که اولین جام دیوید مویس هم به حساب می‌آمد.
در اولین بازی لیگ برتر، فن پرسی در ۱۵۰گل از ۲۰۰گل تیمش مقابل سوانسی را به ثمر رساند و یونایتد بازی اول خود را ۴–۱ برد.

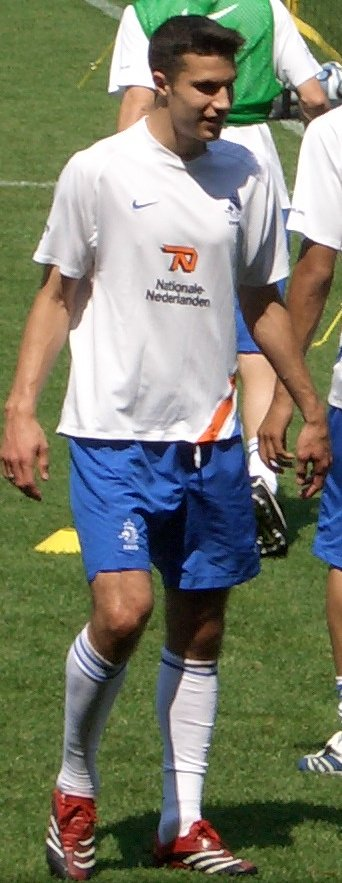
روبین فن پرسی بر سر تمرینات تیم‌ملی کشور هلند

#### جام جهانی ۲۰۱۴
فن پرسی در جام جهانی ۲۰۱۴ برزیل هم خوش درخشید. در اولین بازی تیم ملی هلند مقابل اسپانیا که مدافع عنوان قهرمانی بود فن پرسی دو گل زیبا زد و این بازی با نتیجه ۵ بر ۱ خاتمه یافت. گل اول فن پرسی در این بازی یکی از زیباترین گل‌های ادوار جام جهانی بود. برای اولین بار در تاریخ جام جهانی برگزارکننده فینال جام قبل در دوره گروهی با هم همگروه شدند و بازنده فینال انتقام سختی از برنده جام قبلی گرفت.

## آمار ملی
| سال   | ب   | گلها |
| ----- | --- | ---- |
| ۲۰۰۵  | ۷   | ۱    |
| ۲۰۰۶  | ۱۲  | ۶    |
| ۲۰۰۷  | ۴   | ۰    |
| ۲۰۰۸  | ۹   | ۵    |
| ۲۰۰۹  | ۸   | ۲    |
| ۲۰۱۰  | ۱۱  | ۵    |
| ۲۰۱۱  | ۹   | ۶    |
| ۲۰۱۲  | ۱۰  | ۷    |
| ۲۰۱۳  | ۱۰  | ۱۰   |
| ۲۰۱۴  | ۱۵  | ۸    |
| ۲۰۱۵  | ۵   | ۱    |
| ۲۰۱۶  | ۰   | ۰    |
| ۲۰۱۷  | ۱   | ۰    |
| مجموع | ۱۰۲ | ۵۰   |

## افتخارات
فاینورد
- جام حذفی فوتبال هلند: ۱۸–۲۰۱۷
- جام یوهان کرایف: ۲۰۱۸[۹]
- لیگ اروپا: ۰۲–۲۰۰۱[۱۰]

آرسنال
- جام حذفی فوتبال انگلستان: ۰۵–۲۰۰۴[۱۱]
- جام خیریه انگلستان: ۲۰۰۴[۱۲]

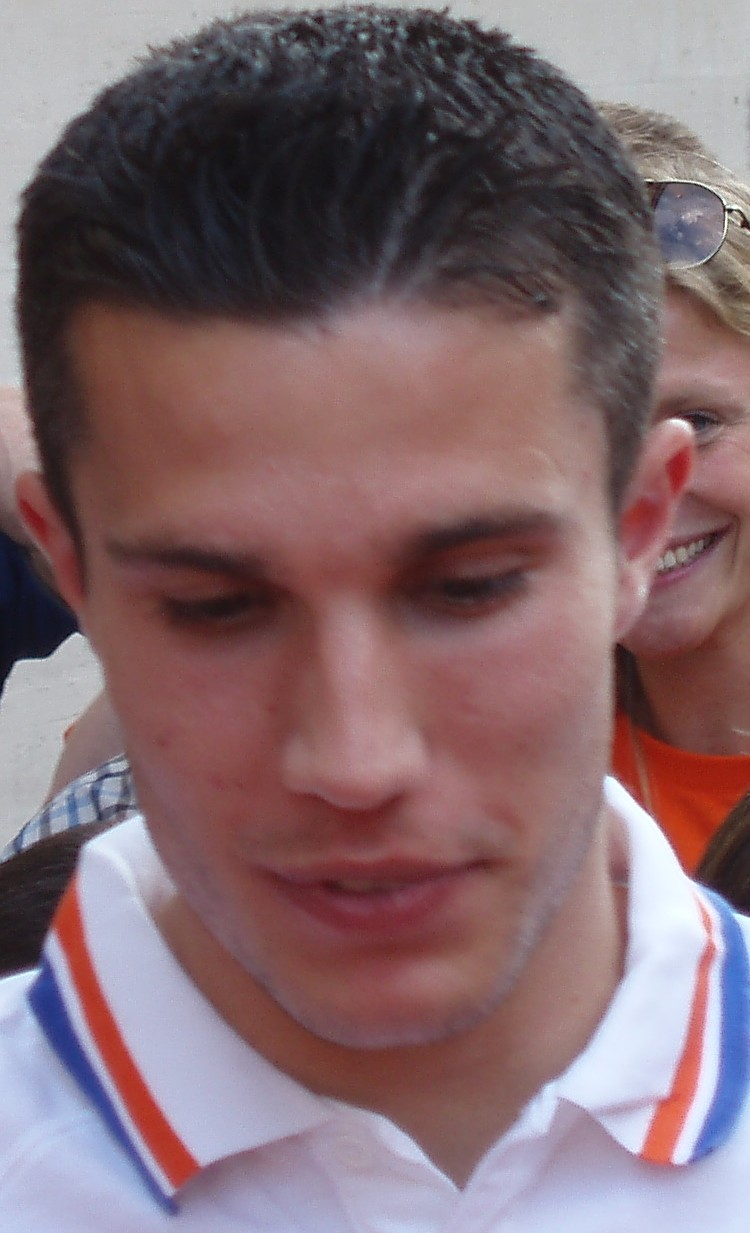
فن پرسی با هلند به فینال جام جهانی فوتبال ۲۰۱۰ رسید.

- جام اتحادیه باشگاه‌های انگلستان نایب قهرمان: ۱۱–۲۰۱۰[۱۳]

منچستر یونایتد
- لیگ برتر فوتبال انگلستان: ۱۳–۲۰۱۲[۱۴]
- جام خیریه انگلستان: ۲۰۱۳[۱۵]

هلند
- جام جهانی فوتبال نایب قهرمان: جام جهانی فوتبال ۲۰۱۰؛ رده سومی: ۲۰۱۴

فردی

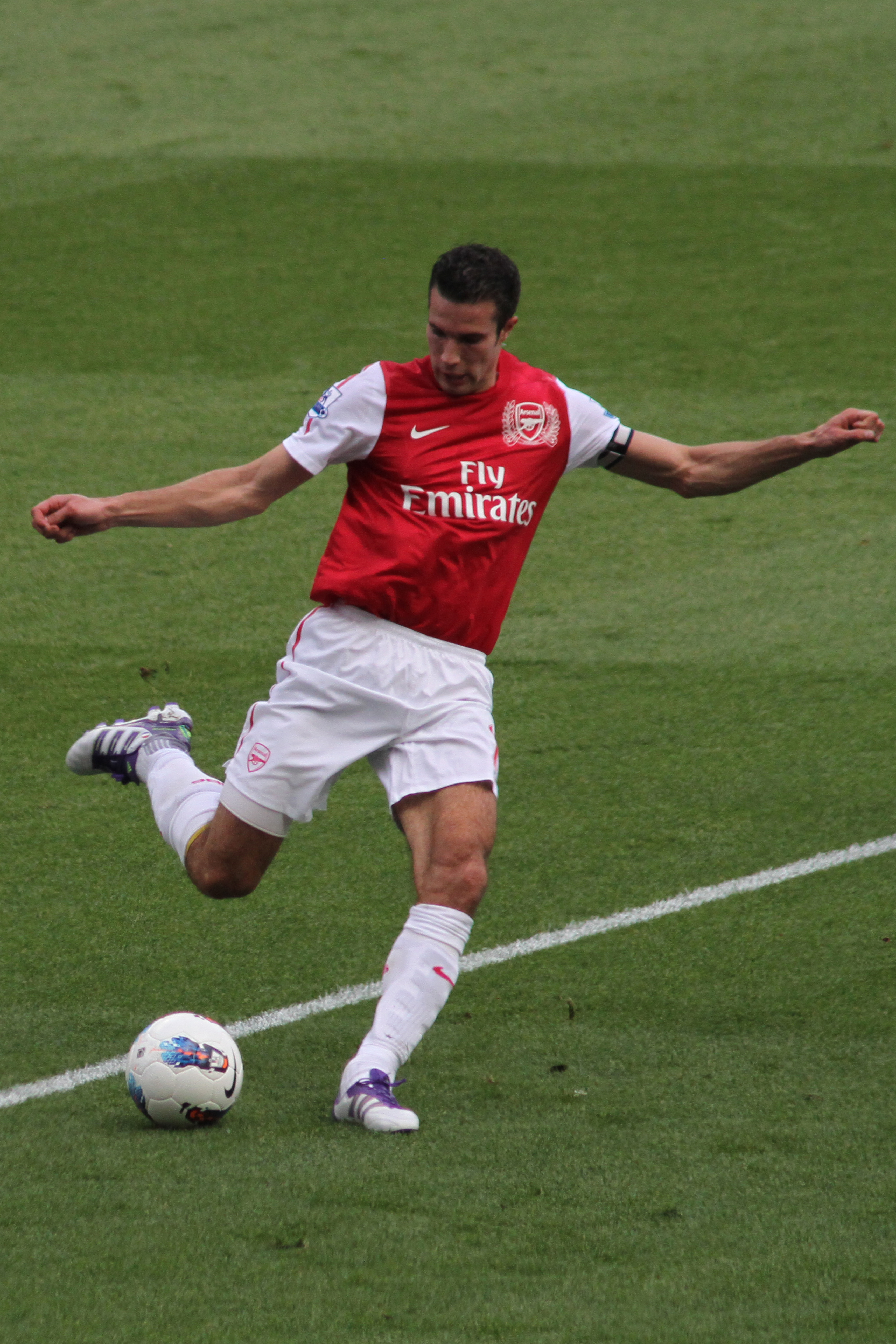
فن پرسی هنگام بازی برابر سوانزی سیتی در سال ۲۰۱۱

- کفش طلای لیگ برتر فوتبال انگلستان: ۱۲–۲۰۱۱، ۱۳–۲۰۱۲[۱۴]
- بازیکن سال پی‌اف‌ای: ۱۲–۲۰۱۱[۱۶]
- تیم سال پی‌اف‌ای: ۱۲–۲۰۱۱,[۱۷] ۱۳–۲۰۱۲[۱۸]
- بازیکن سال انجمن نویسندگان فوتبال انگلستان: ۱۲–۲۰۱۱[۱۹]
- بازیکن فصل آرسنال: ۱۲–۲۰۱۱[۲۰]
- بهترین بازیکن سال سر مت بازبی: ۱۳–۲۰۱۲[۲۱]
- بهتری گلزن مرحله مقدماتی جام جهانی فوتبال ۲۰۱۴ (۱۱ گل)[۲۲]
- جایزه پوشکاش فیفا[۲۳] (رده سوم) ۲۰۱۴